# Mistr oltáře v Pähl

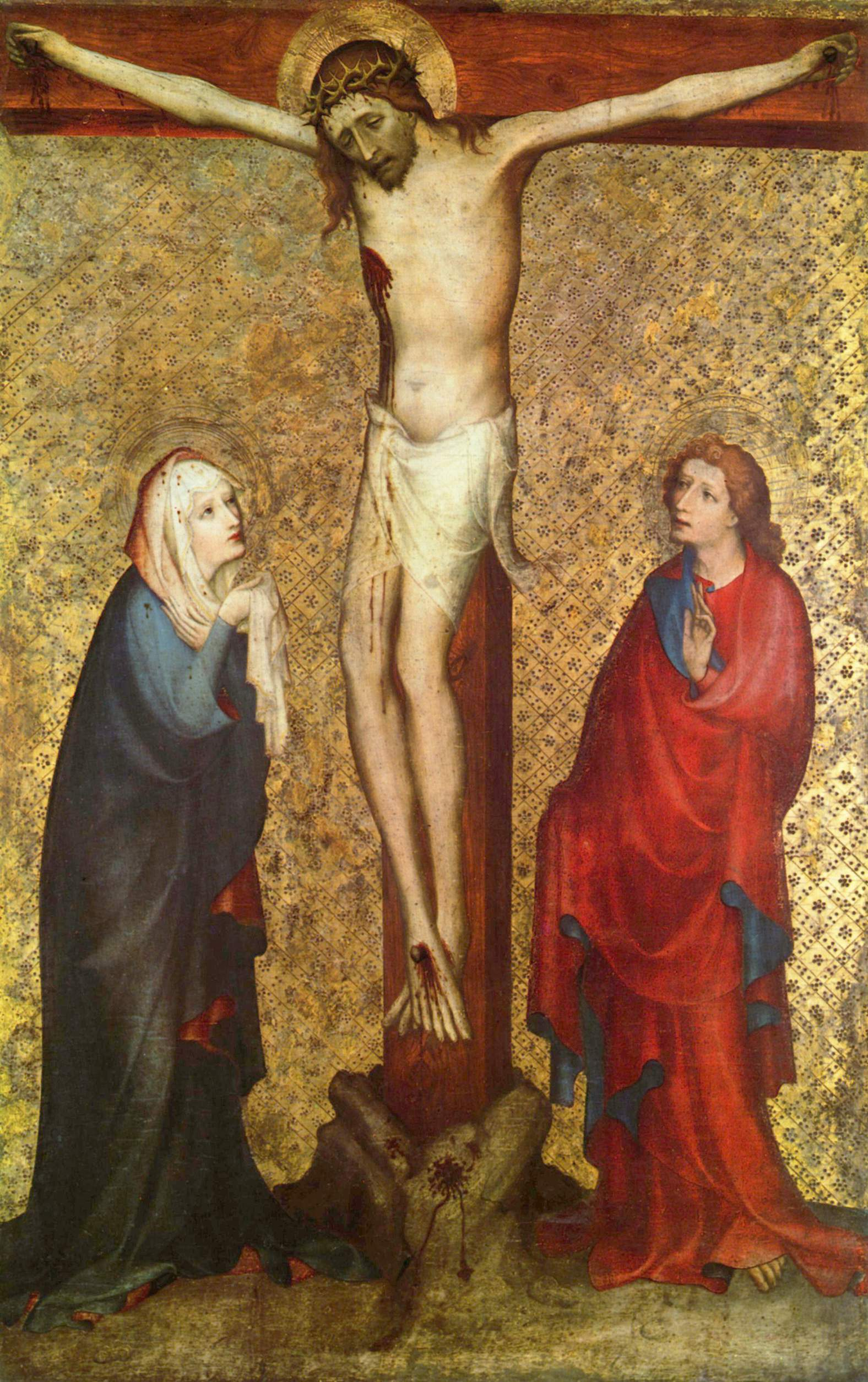
Meister des Pähler Altars

Mistr oltáře v Pähl (německy Meister des Pähler Altars) byl německý gotický malíř, známý jako autor oltáře v kapli starého bavorského zámku v Pähl v zemském okrese Weilheim-Schongau.

## Dílo
Třídílný oltářní obraz z roku 1410, původně v zámecké kapli sv. Jiří, nyní v Bayerisches Nationalmuseum v Mnichově. Centrální scéna s Ukřižováním je na dřevěné desce 103,5 × 68 cm, boční křídla mají šířku 28,5 cm.
Malíř byl ovlivněn českou gotickou malbou Mistra Třeboňského oltáře Podle Schobera jde o emocionálně působivé a nejjemnější dílo tohoto druhu, nejčistší vyjádření nového stylu německého malířství kolem roku 1400.